# Pavel Friedman

Nikdy jsem neuviděl dalšího motýla

Pavel Friedman (7. ledna 1921 Praha – 29. září 1944 Osvětim) byl československý židovský básník, posmrtně známý díky své básni Motýl.
Narodil se v Praze, o jeho životě před deportací není známo mnoho. Dne 26. dubna 1942 byl přijat v Terezínském koncentračním táboře. Dne 4. června 1942 napsal báseň Motýl, jež se při osvobození tábora nalezla na tenkém kousku kopírovacího papíru a později byla darována Židovskému muzeu v Praze. Dne 29. září byl deportován do koncentračního tábora v Osvětimi, kde zemřel.

## Motýl
Jsou známy celkem tři Friedmanovy básně, báseň Motýl je součástí sbírky I never saw another butterfly (Nikdy jsem neuviděl dalšího motýla) – sbírky poezie a kreseb dětí, které žily v Terezínském ghettu.
Motýl
Ten poslední ten zcela poslední

tak sytě hořce oslnivě žlutý

snad kdyby slunce slzou zazvonilo o bílý kámen

taková taková žluť

vznášel se lehce tak do vysoka

šel jistě jistě chtěl políbit svět svůj poslední

na sedmý týden tu žiji

ghettoisiert

mí mě tu našli

pampelišky tu na mne volají

i bílá větev v dvoře kaštanu

motýla jsem tu neviděl

ten tenkrát byl poslední

motýli tady nežijí

v ghettu.